# Ciclón Nargis

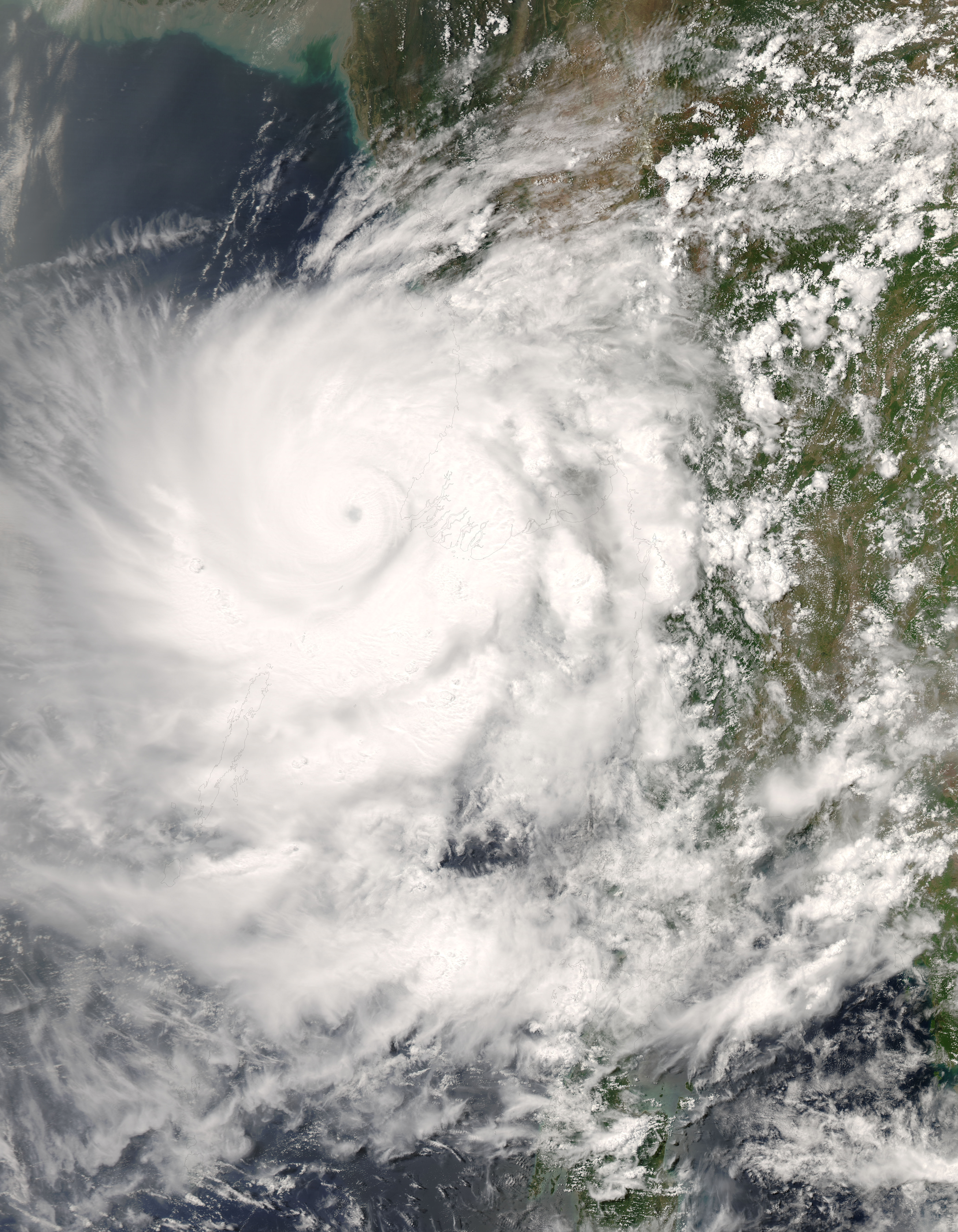
Foto satelital del Ciclón Nargis.

El ciclón Nargis (designación JTWC: 01B, también conocido como Tormenta ciclónica muy severa Nargis) fue un ciclón tropical de la temporada de ciclones del océano Índico de 2008, el cual a principios del mes de mayo de 2008 tocó las costas de Birmania generando una ola gigante que penetró hasta 35 kilómetros en tierra firme, causando estragos a su paso y al menos 78 000 muertos y 56 000 desaparecidos. Nargis fue el primer ciclón tropical que llegó a este país desde el ciclón Mala en 2006. 
Nargis se formó en el golfo de Bengala el 27 de abril y aunque al principio fue débil y se desplazó lentamente, encontró condiciones muy favorables para intensificarse a partir del 29 de abril. El 2 de mayo el Joint Typhoon Warning Center (JTWC) reportó que Nargis había alcanzado su velocidad máxima de 215 km/h. Ese día el ciclón se desplazó hacia la división Ayeyarwady en su máxima intensidad, y después de pasar por la ciudad de Rangún se debilitó gradualmente hasta alcanzar la frontera entre Birmania y Tailandia.

## Historia de la tormenta
En la última semana de abril, un área de convección profunda persistía cerca de una circulación de bajo nivel en el golfo de Bengala en torno a 1150 km (715 millas) al este-sureste de Chennai, India. Con una buena corriente de salida y baja cizalladura del viento, el sistema se organizó lentamente a medida que su circulación se consolidaba. A las 03:00 UTC del 27 de abril, el India Meteorological Department (IMD) clasificaba el sistema como depresión, y nueve horas más tarde el sistema se intensificaba a una depresión profunda. Al mismo tiempo, el Joint Typhoon Warning Center(JTWC) lo clasificaba como el ciclón tropical 01B. Con una dorsal al norte, el sistema se desplazaba lentamente en dirección norte-noroeste mientras mejoraban las bandas que lo envolvían. A las 0000 UTC del 28 de abril, el IMD actualizaba el sistema a tormenta ciclónica Nargis mientras se encontraba situado aproximadamente 550 km (340 millas) al este de Chennai, India.
El 28 de abril, Nargis se volvía casi inmóvil mientras se localizaba entre dos dorsales, una en su noroeste y la otra hacia el sureste. Aquel día, el JTWC actualizaba la tormenta al estatus de ciclón, o la equivalencia de un huracán mínimo en la escala Saffir-Simpson. Casi a la misma hora, el IMD actualizaba Nargis a tormenta ciclónica severa. El ciclón desarrollaba un ojo concéntrico, que consiste en una pared del ojo situado en el exterior de la pared del ojo interior dominante mientras que la presencia de aguas calientes ayudaban a su intensificación. Durante el 29 de abril, el JTWC estimó que Nargis había llegado aproximadamente a los 160 km/h (100 mph), y al mismo tiempo el IMD clasificaba el sistema como tormenta ciclónica muy severa. Inicialmente, el ciclón se preveía que golpearía Bangladés o el sureste de la India. Posteriormente, el ciclón se volvía a desorganizar y debilitar a causa de la subsidencia y la presencia de aire más seco; como resultado, disminuía marcadamente la convección profunda cerca del centro. Al mismo tiempo, la tormenta iniciaba un movimiento hacia el nordeste en torno a la periferia de una dorsal en su sudeste. La circulación permanecía fuerte a pesar de la convección menguante, aunque las estimaciones de intensidad obtenidas mediante los satélites que utilizaban la técnica Dvorak indicaban que el ciclón se podría haber debilitado al estatus de tormenta tropical. Por último el 29 de abril, la convección había empezado a reconstruirse, aunque el refortalecimiento inmediato era evitado por el incremento de cizalladura del viento.
El 1 de mayo, después de dirigirse hacia el este casi tal como estaba previsto, el ciclón Nargis empezaba a intensificarse rápidamente a causa de la mejora de su corriente de salida en asociación con la aproximación de una vaguada de nivel superior. El fortalecimiento continuó mientras desarrollaba un ojo bien definido con un diámetro de 19 km (12 millas), y en las primeras horas del 2 de mayo el JTWC estimaba que el ciclón alcanzaba unos vientos máximos de 215 km/h (135 mph) a medida que se dirigía a la costa de Birmania. Al mismo tiempo, el IMD evaluaba que Nargis había llegado a vientos máximos de 165 km/h (105 mph). En torno a las 1200 UTC del 2 de mayo, el ciclón Nargis hacía recalada en la división Ayeyarwady de Birmania. La tormenta se debilitó muy gradualmente al tocar tierra, debido a su proximidad con el mar de Andamán que evito su debilitamiento. Su trayectoria cambiaba hacia el noreste a causa de la aproximación de una vaguada por el noroeste, pasando por el norte de Rangún con vientos de 130 km/h (80 mph). A primera hora del 3 de mayo el IMD emitía el aviso final de la tormenta. La tormenta se había debilitado rápidamente después de dirigirse en dirección nordeste, hacia el terreno abrupto situado cerca de la frontera de Tailandia con Birmania. Después de deteriorarse al estatus de tormenta tropical mínima, el JTWC emitió su último aviso por Nargis.

## Consecuencias

### Primeras horas después de la catástrofe

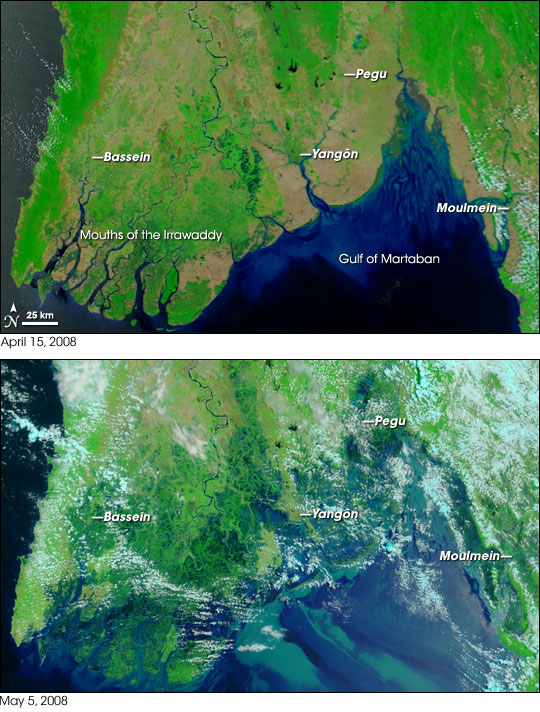
Antes de (superior) y después de (inferior).

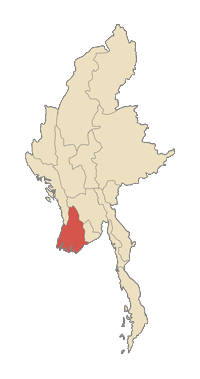
La región más afectada de Birmania, Ayeyarwady.

Las estimaciones del número de muertes dentro de Birmania en las primeras horas tras la catástrofe se situaron en torno a 22.000, con aproximadamente 41.000 personas desaparecidas.
Como resultado, el gobierno declaró cinco regiones —las divisiones de Rangún, Ayeyarwady, Bago y los estados de Mon y Kayin— como zonas catastróficas. Se destruían miles de edificios; en la ciudad de Labutta, situado en la División Ayeyarwady, la televisión estatal informaba de que habían colapsado un 75% de los edificios y un 20% tenían sus techos arrancados.
Se cree que se trata del ciclón tropical más mortal al mundo desde el ciclón de Bangladés de 1991, que costó la vida a más de 138 000 personas. Como mínimo 10 000 personas resultaron muertas en la ciudad de delta de Bogale.
Un diplomático en la ciudad de Rangún hablaba a la agencia de noticias Reuters, dándoles una descripción de la escena. Decía que el área en torno a él se parecía a una 'zona de guerra' como resultado del ciclón. Las redes de aguas residuales reventadas han inundado el paisaje con residuos, arruinando la cosecha de arroz. Un oficial de las Naciones Unidas también comentadas sobre la situación, en el momento del acontecimiento. "Es una mala situación. Casi todas las casas están destruidas. La gente se encuentra en una situación terrible", decía. Otro representante de la ONU también hablaba sobre el incidente. Informaba de que "El delta del Irrawaddy había sido duramente golpeado no solo a causa del viento y lluvia sino también por la marejada ciclónica creada por la tormenta." El Dayly Telegraph, un diario del Reino Unido, informaba de que los precios de los alimentos en Birmania podrían ser afectados por este desastre.

### Semanas posteriores
Desde un primer momento, ante la magnitud del desastre, los ofrecimientos de ayuda a los damnificados llegaron desde todos los rincones del mundo, tanto de países afines al régimen militar que gobernaba Birmania como China, a la práctica totalidad de los países occidentales con la Unión Europea y Estados Unidos a la cabeza., así como de la ONU que inmediatamente movilizó a todos sus organismos implicados en la respuesta a desastres naturales y que como primera medida, en una reunión que tuvo lugar en Bangkok trazaron un plan de acción cuya prioridad se fijó en intentar reabrir las carreteras bloqueadas para poder llegar a todas las áreas afectadas.
No obstante, desde un primer momento toda esta movilización internacional para ayudar a las víctimas se encontró con el escollo de la Junta Militar birmana que desde el principio puso toda clase de trabas para que la misma pudiera llegar de forma fluida a las zonas afectadas. La Junta, cuyas relaciones con occidente eran en el momento de la catástrofe de extrema tensión, por la exigencia de que acometiera reformas democráticas, si bien desde las primeras horas aceptó la ayuda internacional, la llegada de la misma se estrelló de frente con la estricta normativa que se aplicaba en el país para permitir el ingreso de extranjeros, lo cual hizo desde el principio muy complicada la acción de las distintas ONG´s y organismos internacionales. La prueba de esta actitud de poner trabas a la ayuda internacional llegó cuando Maung Maung Swe, ministro de Protección Social de Birmania aclaró en una rueda de prensa celebrada en la ciudad que Rangún horas después de la catástrofe que "Los equipos de expertos extranjeros que vengan a Birmania tendrán que negociar con el ministerio de Relaciones Exteriores y las más altas instancias para que se les permita el acceso".
Las críticas a la Junta Militar arreciaron cuando se dio a conocer que el Servicio de Meteorología de la India había avisado a los dirigentes birmanos de la inminente llegada del ciclón 48 horas antes de que esta se produjera. Ante esta situación, la Junta Militar se apresuró a asegurar que habían avisado a su población con tres días de anticipación difundiendo la información en los medios de comunicación locales. Sin embargo, la Organización Meteorológica Mundial, organismo dependiente de las Naciones Unidas informó de que había sido imposible corroborar la información con fuentes independientes. Además de esto, Naciones Unidas también culpó directamente al gobierno de Birmania de no tener previsto un sistema de alerta precoz para evacuar a la población, lo que habría podido ser responsable directo de miles de muertes en esta tragedia.

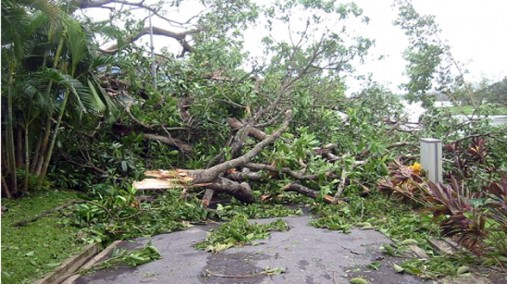
Carreteras bloqueadas cerca de Rangún.

El primer gran cargamento con ayuda internacional no llegó a Birmania hasta cinco días después del paso del Nargis. Se trató de cuatro aviones Hércules con material de emergencia del Programa Mundial de Alimentos (PMA) que arribaron en la antigua capital del país, Rangún en medio del desconcierto y la descordinación reinantes. Tan solo un día después el mismo PMA se vio obligado a suspender los vuelos de emergencia después de que 38 toneladas de equipo y alimento fueran confiscadas por el ejército birmano.
Dos semanas después de la catástrofe, desde Naciones Unidas se calculaba que más de 2,5 millones de personas se habían visto afectadas en mayor o menor medida por el ciclón. Al mismo tiempo, y pese a que las cifras oficiales de víctimas facilitadas por el gobierno birmano hablaban de unos 38 500 muertos y 27 838 desaparecidos, desde Cruz Roja internacional calculaban que el número total de muertos podía ascender a 128 000.
El 23 de mayo de 2008 el secretario general de la ONU, Ban Ki-moon, se convirtió en el primer dignatario extranjero en la historia que visitó la nueva capital de Birmania, Naipyidó, en el escenario de la crisis humanitaria desatada tras el paso del ciclón Nargis por el país, consiguiendo por parte del número uno de la Junta militar, el generalísimo Than Swe, "el compromiso de permitir la entrada de todos los trabajadores humanitarios, sea cual sea su nacionalidad", así como la aceptación por parte del régimen de que el aeropuerto de Rangún fuera utilizado como plataforma internacional para la distribución de la ayuda.

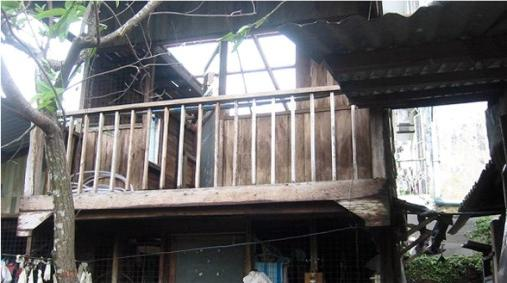
Estado en el que quedaron algunas casas en Rangún tras el paso del ciclón.

Unas horas antes, el jueves 22 de mayo, desde el seno de la Unión Europea se había aprobado una resolución que contemplaba la posibilidad de juzgar a los miembros de la Junta Militar birmana por crímenes contra la humanidad en el caso de que dicha Junta persistiera en su actitud de impedir que la ayuda humanitaria llegara a los damnificados por el Nagris. El texto, que fue aprobado por 524 votos a favor, 3 en contra y 13 abstenciones reclamaba a los gobiernos de la Unión Europea que "ejerzan presión" para que el Consejo de Seguridad de las Naciones Unidas remitiera el asunto al Fiscal de la Corte Penal Internacional. Así mismo, instaba a los Gobiernos más ideológicamente afines a Birmania como el de la India y China a ejercer su influencia para permitir "el acceso inmediato" de ayuda.
El domingo 25 de mayo, poco más de tres semanas después del paso del ciclón Nargis, el primer ministro de Birmania Thein Sein anunció, en el marco de la conferencia internacional celebrada en Rangún, que daba por concluida la fase de asistencia a las víctimas y que desde ese momento la prioridad de su gobierno se centraba en la reconstrucción. Pese a la promesa de la Junta Militar unos días antes al Secretario de la ONU de permitir incondicionalmente la entrada de todos los copeerantes fuera cual fuera su nacionalidad, Sein puntualizó que solo se aceptaría a aquellos grupos que estuvieran interesados en la rehabilitación y reconstrucción.
Por su parte la versión de la ONU sobre la situación en Birmania ese mismo día era completamente distinta ya que según su jefe para asuntos humanitarios John Holmes, solo un millón de personas, de los dos millones y medio afectados habían recibido asistencia de algún tipo y fijó la prioridad de la ayuda en la asistencia a las víctimas.
El 21 de noviembre de 2008 el comediante U Maung Thura fue sentenciado a 45 años de prisión por criticar el manejo que tuvo el gobierno frente a la catástrofe.